# Ruxi
Ruxi, właśc. Roger Bonet Badía (ur. 11 kwietnia 1995 w Valls) – hiszpański piłkarz występujący na pozycji środkowego lub lewego obrońcy, od 2024 roku zawodnik indonezyjskiego PSIS Semarang.